# Cleora fuscolimbata
Cleora fuscolimbata är en fjärilsart som beskrevs av Heinrich 1917. Cleora fuscolimbata ingår i släktet Cleora och familjen mätare. Inga underarter finns listade i Catalogue of Life.